# Космос 557
Косомос 557 или ДОС-3 е станцията, която е изстреляна като заместник на военната станция от тип Алмаз. ДОС-3 е изстреляна на 11 май 1973, три дни преди изстрелването на Скайлаб. Поради грешка в ръководенето на полета, при излизането от обсега на земния контрол, станцията запалва двигателите си за коригиране на орбитата и изразходва всичкото си гориво. След като е засечена от Западни радари, СССР я обозначава като Космос 557 и без много да разгласява я сваля от орбита седмица по-късно. ДОС-3 изгаря при обратното навлизане в атмосферата. Много по-късно е обявено, че това всъщност е станция от серията Салют.